# ملاك الصراف
ملاك الصراف (27 مارس 1992 -)، ممثلة كويتية. بدأت مشوارها الفني عام 2005 في مسلسل زينة الحياة وتركت التمثيل عام 2006.

## أعمالها الفنية

### في التلفزيون
| سنه الإنتاج | اسم المسلسل |
| ----------- | ----------- |
| 2005        | زينة الحياة |
| 2006        | الإمبراطورة |

## وصلات خارجية
- ملاك الصراف على موقع قاعدة بيانات الأفلام العربية